# 京都府立医科大学附属北部医療センター
京都府立医科大学附属北部医療センター（きょうとふりついかだいがくふぞくほくぶいりょうセンター）は、京都府与謝郡与謝野町にある医療機関。前身の京都府立与謝の海病院は、京都府病院事業の設置等に関する条例（昭和42年3月28日京都府条例第8号）に基づいて設置された府立病院であったが、2013年4月に京都府立医科大学附属の病院として再編され、京都府北部地域医療の中心拠点として大幅な機能向上が計られた。
京都府災害拠点病院であり、エイズ治療拠点病院、地域医療支援病院、へき地医療拠点病院、第二種感染症指定医療機関などの機能を持つ。

## 沿革
- 1953年9月 - 京都府立与謝の海療養所として開設。
- 1961年7月 - 京都府立与謝の海病院に改称し、一般診療を開始する。
- 1964年1月 - 一般病床80床、結核病床220床に変更許可を受ける。
- 1975年6月 - 一般病床170床、結核病床50床に変更許可を受ける。
- 1980年8月 - 救急病院の告示を受ける。
- 1993年9月 - 一般病床240床、結核病床15床に変更許可を受ける。
- 1994年4月 - 5つの診療科を開設し総合病院となる。
- 1998年4月 - 総合病院制度が医療法の改正により廃止となる。
- 2013年3月 - 京都府立与謝の海病院が廃止される。
- 2013年4月 - 京都府立医科大学附属北部医療センターとして設置される。

## 診療科
- 呼吸器内科
- 循環器内科
- 消化器内科
- 神経内科
- 外科
- 脳神経外科
- 整形外科
- 産婦人科
- 小児科
- 精神科
- 眼科
- 耳鼻咽喉科
- 皮膚科
- 泌尿器科
- 麻酔科
- 放射線科
- 病理診断科
- 救急科

## 医療機関指定等
出典
| 労災指定医療機関                                     | 救急告示病院                                   |
| エイズ治療拠点病院                                   | 地域災害医療センター                           |
| 周産期医療2次病院の指定                              | 第二種感染症指定医療機関                       |
| へき地医療拠点病院                                   | 管理型臨床研修病院                             |
| 協力型臨床研修病院の指定                             | 初期被ばく医療機関                             |
| 労災保険二次健診等給付医療機関                       | 地域医療支援病院                               |
| 京都府立医科大学教育指定病院                         | 災害派遣医療チーム（DMAT）に指定               |
| 京都府在宅療養あんしん病院                           | 保険医療機関及び保険薬局の指定                 |
| 生活保護法・中国残留邦人等支援法に基づく指定医療機関 | 特定疾患治療研究事業指定医療機関               |
| 肝炎治療医療機関                                     | 認知症疾患医療センター                         |
| 地域がん診療連携拠点病院                             | 肝がん・重度肝硬変治療研究促進事業指定医療機関 |

## 交通アクセス
- 京都丹後鉄道
  - 岩滝口駅下車、車（タクシー）で約8分。
  - 天橋立駅下車、車（タクシー）で約15分。
  - 宮津駅下車、車（タクシー）で約20分。
- 丹海バス
  - 天橋立駅前、岩滝口駅前より伊根線・蒲入線乗車、「与謝の海病院」バス停下車
  - 与謝野駅前より与謝線・福知山線乗車、「与謝の海病院」バス停下車